# Hyundai Mufasa
Hyundai Mufasa – samochód osobowy typu SUV klasy kompaktowej produkowany pod południowokoreańską marką Hyundai od 2023 roku.

## Historia i opis modelu

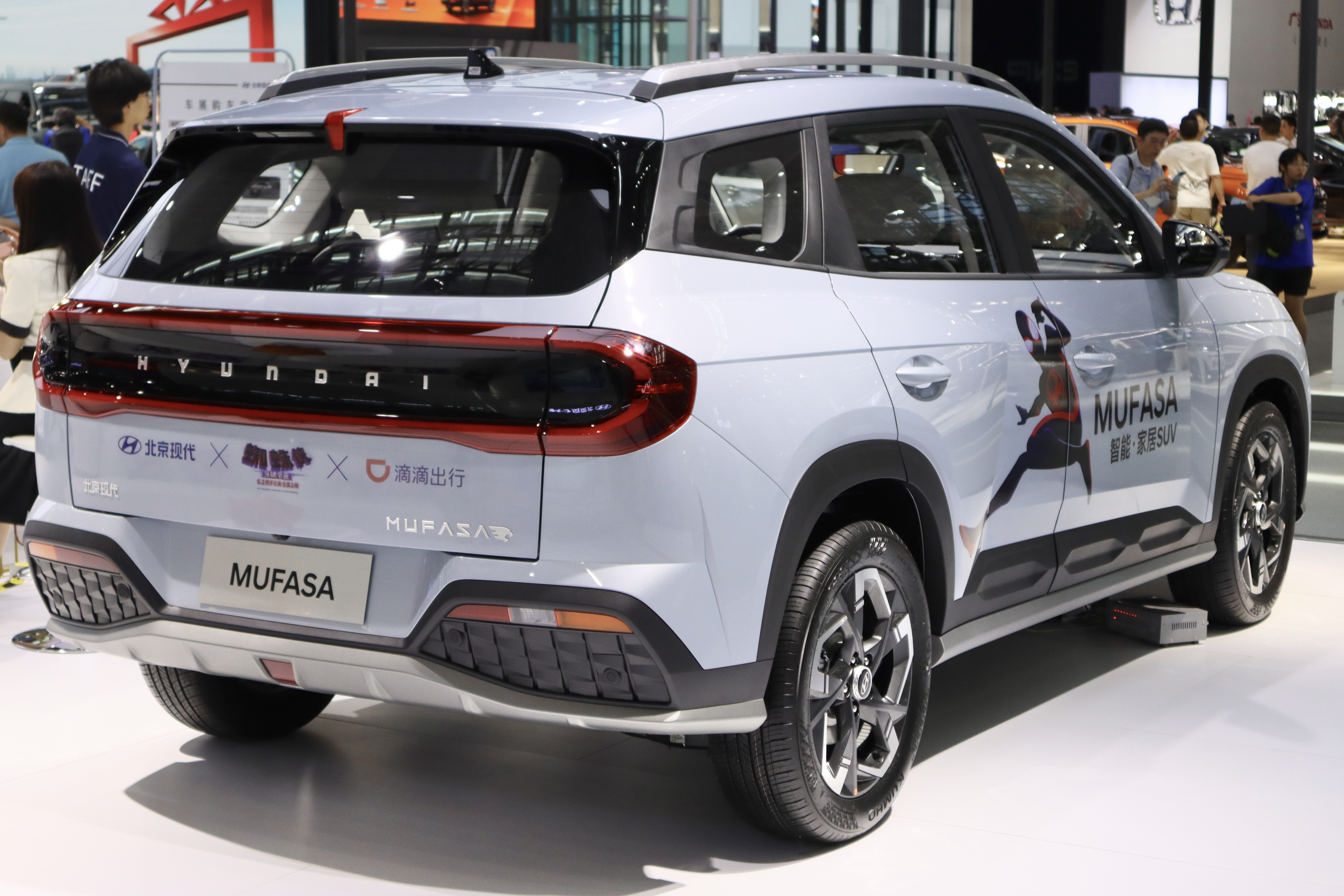
Hyundai Mufasa - tył

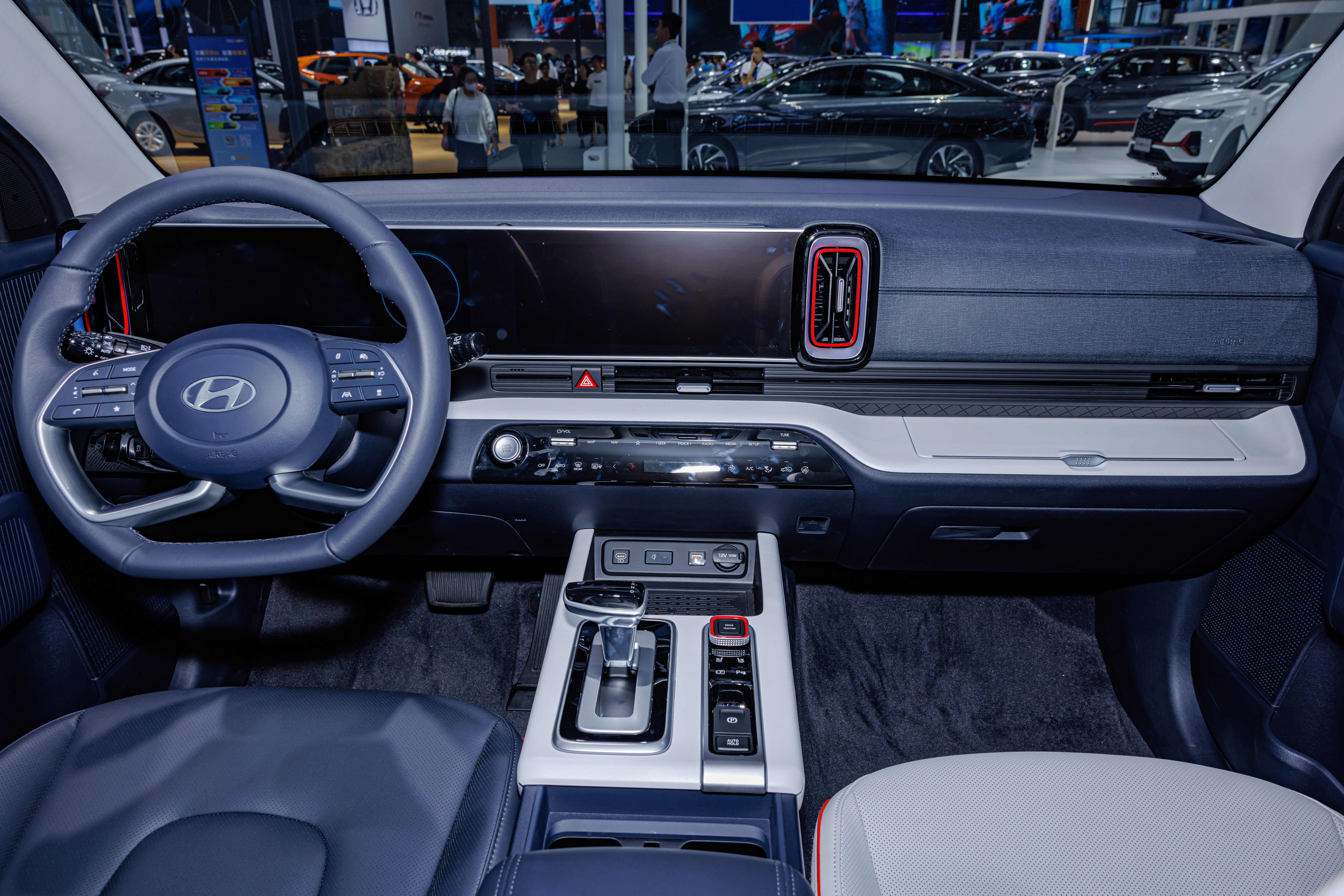
Hyundai Mufasa - kokpit

W połowie kwietnia 2023 chiński oddział Hyundaia zaprezentował oficjalnie nowego kompaktowego SUV-a opracowany specjalnie z myślą o tutejszym rynku, zastępując po 6 latach produkcji lokalną, drugą generację modelu ix35. W gamie produktowej samochód został w ten sposób upozycjonowany jako kompaktowa alternatywa dla większego i spokrewnionego technicznie Tucsona. Premierę samochodu poprzedziła prezentacja bliskiego produkcji prototypu Mufasa Adventure w marcu 2023.
Hyundai Mufasa utrzymany został w awangardowej stylistyce bogatej w ostre linie i nietypowe detale, na czele z podwójnymi pionowymi reflektorami w kształcie bumerangów i owalnym, tylnym pasem świetlnym z czarnym wypełnieniem zwieńczonym marką pojazdu. Innymi charakterystycznymi cechami Mufasy zostały masywnie zarysowane nadkola, plastikowe nakładki na progi i zderzaki, a także chromowane akcenty wzbogacające wszystkie dolne krawędzie pojazdu.
Kabina pasażerska utrzymana została w typowej dla ówczesnej, globalnej gamy produktowej Hyundaia estetyce, wyróżniając się czteroramiennym kołem kierownicy i masywną deską rozdzielczą położoną pionowo wobec rozbudowanego tunelu środkowego. Pomiędzy nietypowo rozmieszczonymi pionowymi nawiewami znalazł się zintegrowany panel cyfrowych zegarów i dotykowego ekranu systemu multimedialnego, Poza rozbudowanym pakietem schowków, Mufasę wyposażono też w składane oparcie pasażera wyposażone w miękkie obicia z myślą o wyprostowaniu nóg przez pasażera drugiego rzędu siedzeń.
Hyundai Mufasa napędzany jest przez wolnossący, 2-litrowy silnik benzynowy o mocy 160 KM, który przenosząc moc na przednią oś połączono wyłącznie z jednym typem skrzyni biegów - hydrauliczną, 6-biegową przekładnią automatyczną.

### Sprzedaż
Hyundai Mufasa powstał z myślą o rynku chińskim, trafiając tam do lokalnej produkcji w pekińskich zakładach joint-venture Beijing Hyundai. Po kwietniowej premierze, regularna sprzedaż kompaktowego SUV-a rozpoczęła się w lipcu 2023 roku początkowo bez planów eksportowych na rynki zagraniczne. Zmianie uległo to ostatecznie w grudniu 2024 roku, kiedy to lokalny oddział Hyundaia oficjalnie rozpoczął dystrybucję importowanych z Chin egzemplarzy Mufasy w Kazachstanie.

### Silnik
- R4 2.0l MPi 160 KM